# Championnat des Seychelles féminin de football
Le Championnat des Seychelles de football féminin est une compétition de football féminin.

## Palmarès
- 2000 : Rovers United
- 2001 : Olympia Coast
- 2002 : Olympia Coast
- 2003 : Dolphins FC
- 2004 : Olympia Coast
- 2005 : Ste Anne United
- 2006 : Olympia Coast
- 2007 : Olympia Coast
- 2008 : United Sisters
- 2009 : United Sisters
- 2010 : La Digue Veuve
- 2011-2018 : Résultats inconnus
- 2019 : Mont Fleuri Rovers
- 2020 : Compétition non disputée
- 2021 : Compétition non disputée

## Bilans par clubs
- 5 titres : Olympia Coast
- 2 titres : United Sisters
- 1 titre : La Digue Veuve, Ste Anne United, Dolphins FC, Rovers United, Mont Fleuri Rovers